# Palesa Sekhonyana
Palesa Sekhonyana Masinga, née le 3 septembre 1986, est une joueuse sud-africaine de volley-ball et de beach-volley.

## Biographie
Avec Randy Williams, elle remporte la médaille de bronze des Jeux africains de 2011 à Maputo et la médaille d'argent des Jeux africains de 2015 à Brazzaville. 
Elle a été la capitaine de l'équipe d'Afrique du Sud féminine de volley-ball.